# کوه ایوان توماس
کوه ایوان توماس (به انگلیسی: Mount Evan-Thomas) یک کوه در کانادا است که در آلبرتا واقع شده‌است. کوه ایوان توماس ۳٬۰۹۷ متر بالاتر از سطح دریا واقع شده‌است.